# Аль, Робер
Робер Аль (фр. Robert Alt, 2 января 1927, Монтрё — 4 декабря 2017) — швейцарский бобслеист, разгоняющий, выступавший за сборную Швейцарии в середине 1950-х годов. Чемпион зимних Олимпийских игр 1956 года в Кортина-д’Ампеццо, чемпион мира.

## Биография
Робер Аль родился 2 января 1927 года в пригороде Монтрё, кантон Во. С ранних лет увлёкся спортом, позже заинтересовался бобслеем, тренировался в бобслейном клубе «Цюрихзе» и прошёл отбор в национальную сборную Швейцарии, присоединившись к ней в качестве разгоняющего. Сразу стал показывать впечатляющие результаты, в 1955 году одержал победу на чемпионате мира в Санкт-Морице, приехав первым среди четвёрок.
Благодаря этой победе удостоился права защищать честь страны на Олимпийских играх 1956 года в Кортина-д’Ампеццо, где в составе экипажа, куда также вошли пилот Франц Капус с разгоняющими Готфридом Динером и Генрихом Ангстом, завоевал золотую медаль. Конкуренция в сборной на тот момент сильно возросла, поэтому вскоре после этих соревнований Робер Аль принял решение завершить карьеру профессионального спортсмена, уступив место молодым швейцарским бобслеистам.